# 愛之工
《愛的作為》（丹麥語：Kjerlighedens Gjerninger，英語：Works of Love）是祈克果在1847年所完成的基督教倫理學作品。主題是愛的命令之實踐。
本書分為兩大部份。第一部份論聖經中「要愛你的鄰舍」的誡命。第二部份，則是對哥林多前書十三章的「愛訓」所作的解析。

## 第一部

### 第二章 你要愛你的鄰人

#### 要去愛
- 那麼，誰是鄰人？
- 只有當愛是一本分時，愛才得永遠保全
- 只有當愛是一本分時，愛才永遠自由自在
- 只有當愛是一本分時，愛才能永遠快樂地遠離絕望

#### 要愛你的鄰人
- 愛鄰人是永遠平等的愛

#### 「你」要愛你的鄰人
- 愛鄰人有永恆的真正完全性